# 치킨무
치킨무는 치킨과 함께 먹는 무 절임이다. 무를 깍둑썰기하여 식초, 설탕, 소금을 섞어 끓여 만든 액체에 담아 절여서 만든다.

## 같이 보기
- 동치미
- 단무지